# Willi Sippel
Willi Sippel, född 20 mars 1929, är en tysk före detta fotbollsspelare.
Sippel spelade för 1. FC Nürnberg och Borussia Neunkirchen. Han spelade därtill 4 A-landskamper för Saarland.